# جرقه الکتریکی

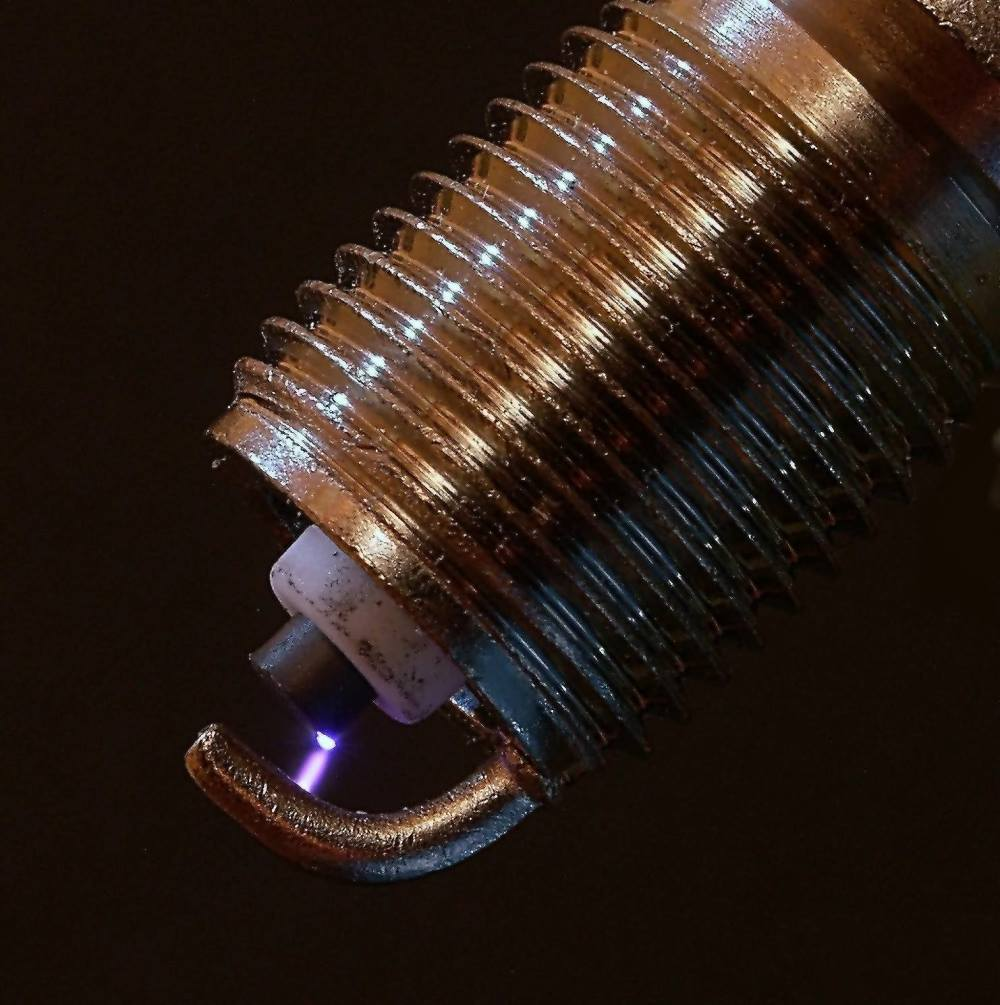
جرقه الکتریکی به‌وجود آمده در فاصلهٔ هوایی دو الکترود یک شمع خودرو

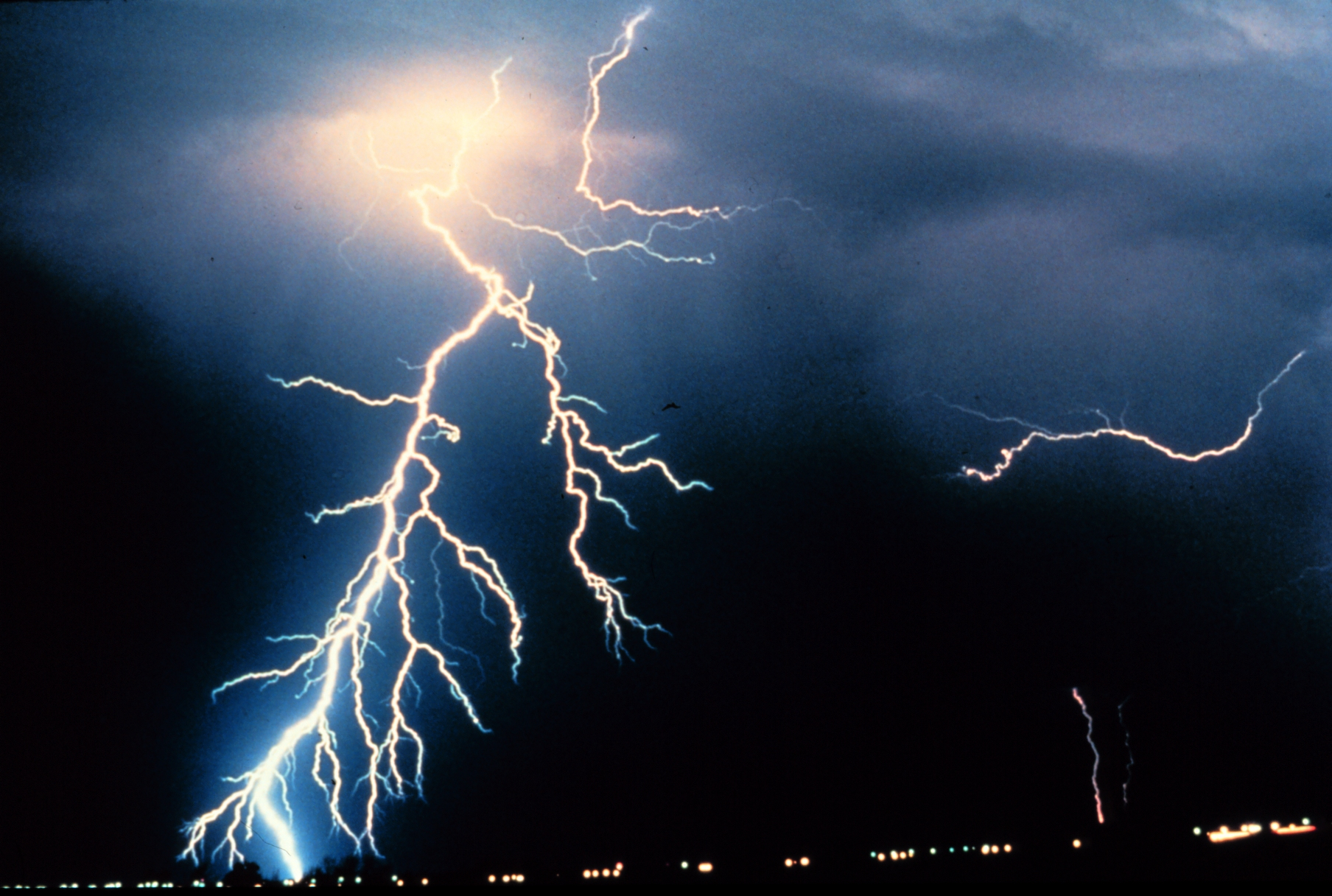
جرقه‌های الکتریکی به‌وجود آمده در فاصلهٔ هوایی میان ابر و زمین یا دو ابر که یک آذرخش را به‌وجود می‌آورد

جرقه الکتریکی یا قوس الکتریکی پدیده‌ای است که بر اثر یونیزاسیون هوا یا گازهای دیگر در حد فاصل میان دو الکترود یا دو نقطه ایجاد شده و تخلیه ناگهانی الکتریکی را به وجود می‌آورد. (مانند آذرخش یا جرقه در شمع خودرو) در واقع هنگامی که شدت میدان الکتریکی در حد فاصل میان دو نقطه به اندازه کافی بزرگ باشد، به‌طوری که موجب یونش هوا شود، یک کانال هدایت الکتریکی یونیزه از طریق هوا یا گازهای دیگر یا مخلوط گازها را ایجاد می‌کند که منجر به عبور جریان الکتریکی به صورت جرقه یا قوس الکتریکی از میان آن دو نقطه خواهد شد. گذر ناگهانی هوا یا یک گاز از حالت نارسانا به حالت رسانا، انتشار مختصری از نور و صدای کوبیده شدن یا ترک خوردگی ایجاد می‌کند. هنگامی که جرقه الکتریکی به‌وجود می‌آید از لحاظ فیزیکی ویژگی عایقی یا استقامت دی الکتریک یا در واقع مقاومت عایقی هوا یا هر گاز دیگر در هم شکسته و به اصطلاح شکست عایقی روی داده‌است. برای ایجاد شکست عایقی در هوا شدت میدان الکتریکی یا در واقع گرادیان ولتاژ در سطح دریا باید به ۳۰ کیلوولت بر سانتیمترمربع برسد. البته تجربه نشان می‌دهد که این مقدار بستگی به عواملی مانند نم نسبی یا رطوبت، فشار جوّ، شکل الکترودها (سوزنی بودن، صفحه بودن یا نیم کره ای شکل بودن) و فاصله متناظر بین الکترودها و حتّی شکل موج پتانسیل الکتریکی اعمال شده (سینوسی یا کسینوسی یا مربعی بودن) بین دو نقطه خواهد داشت. مایکل فاراده این پدیده را به عنوان «درخشش زیبای نور که در تخلیه الکتریسیته معمولی شرکت می‌کند» توصیف کرد.
در مراحل اولیه این فرایند، الکترون‌های آزاد در حد فاصل دو الکترود یا دو نقطه (از پرتوهای کیهانی یا تابش زمینه ایجاد شده‌اند) تحت تأثیر میدان الکتریکی شتاب می‌گیرند. این الکترون‌ها در سر راه خود با مولکول‌های هوا یا گاز در حال یونش برخورد نموده و در اثر این برخوردها، یون‌های اضافی و الکترون‌های تازه آزاد شده ایجاد می‌شود که به نوبه خود شتاب می‌گیرند. در برخی موارد هم گرما و انرژی آن منجر به پیدایش یون‌های بیشتری خواهد شد. هنگامی که عایق بودن هوای حد فاصل دو نقطه شکسته می‌شود، تداوم جریان الکتریکی به‌وجود آمده، توسط مقدار بار الکتریکی موجود (در مورد تخلیه الکترواستاتیک) یا توسط امپدانس منبع تغذیه خارجی، محدود می‌شود. اگر منبع تغذیه به تأمین جریان ادامه دهد، جرقه به یک تخلیه پیوسته به نام قوس الکتریکی تبدیل می‌شود. جرقه الکتریکی همچنین می‌تواند در مایعات یا جامدات عایق رخ دهد، اما با مکانیسم‌های شکست متفاوت از جرقه در گازها. گاهی اوقات، جرقه می‌تواند خطرناک باشد. آنها می‌توانند باعث آتش‌سوزی و سوختگی پوست شوند. آذرخش نمونه‌ای از جرقه‌های الکتریکی خطرناک می‌باشد که در طبیعت رخ می‌دهد، در حالی که جرقه‌های الکتریکی، بزرگ یا کوچک، در داخل یا نزدیک بسیاری از اجسام ساخته شده توسط انسان، هم از روی طراحی و هم گاهی تصادفی، رخ می‌دهند که جرقه شمع ماشین یا فندک چراغ خوراک پزی گازی در خانه نمونه‌هایی از آنها می‌باشد.

## دیرینه

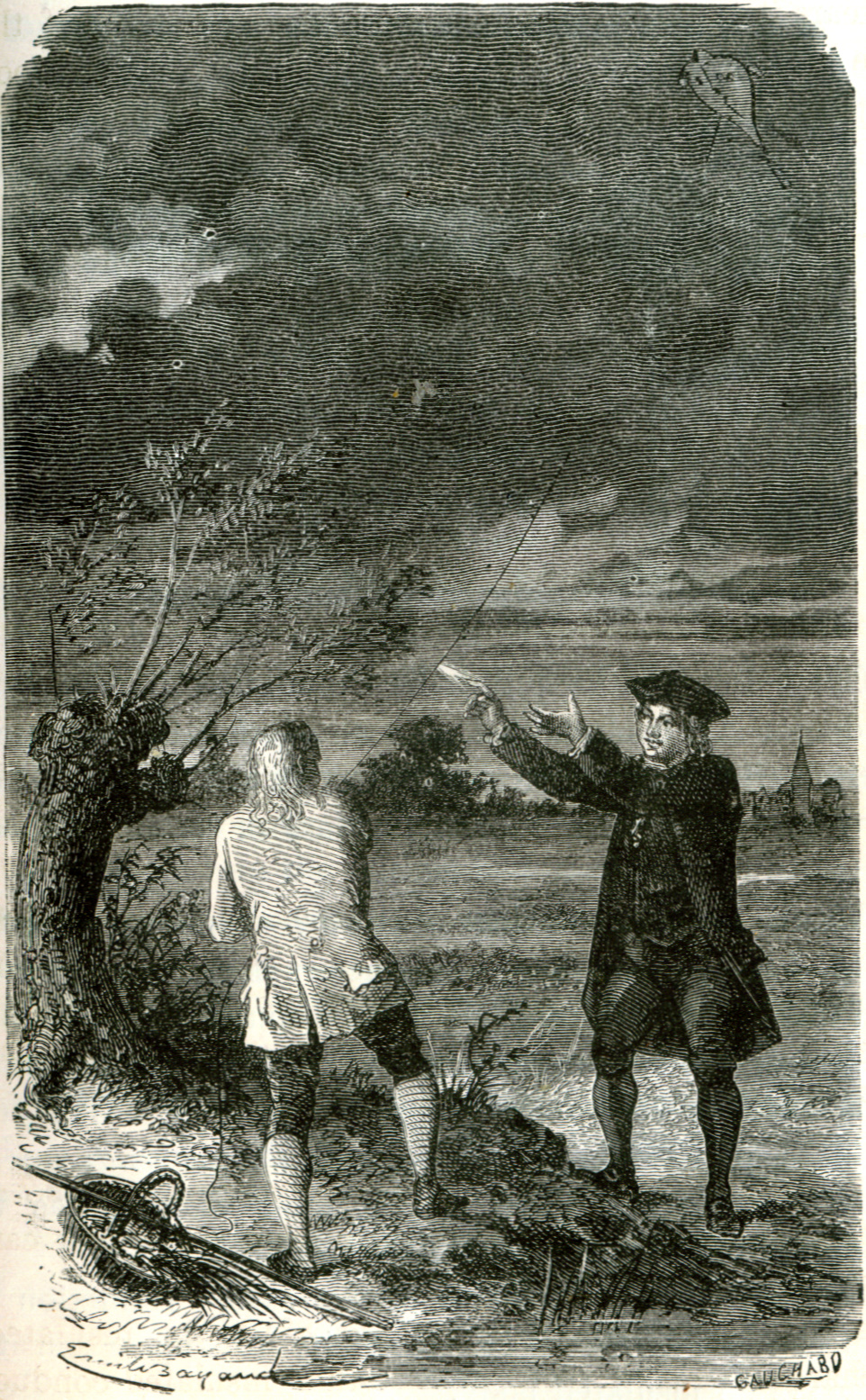
بنجامین فرانکلین در حال دریافت یک جرقه الکتریکی بین انگشت خود و کلید آویزان شده از یک رشته نخ بادبادک

در سال ۱۶۷۱میلادی، گوتفرید ویلهلم لایبنیتس کشف کرد که جرقه‌ها با پدیده‌های الکتریکی مرتبط هستند. در سال ۱۷۰۸میلادی، ساموئل وال آزمایش‌هایی را با کهربا انجام داد که با پارچه مالیده شده بود تا جرقه تولید شود.
در سال ۱۷۵۲ میلادی، توما-فرانسوا دالیبار، بر اساس آزمایشی که بنجامین فرانکلین پیشنهاد کرده بود، ترتیبی داد تا یک سرباز سواره نظام فرانسوی بازنشسته به نام کویفیر در دهکده مارلی آذرخش را در بطری لیدن جمع‌آوری کند، بدین ترتیب ثابت شد که آذرخش و الکتریسیته یکسان هستند.
در آزمایش مشهورش بنجامین فرانکلین، او موفق شد تا در هنگام یک طوفان تندری به وسیلهٔ یک بادبادک که به میان ابرها فرستاده بود، جرقه‌های الکتریکی را از ابر استخراج نماید.

## مخاطرات

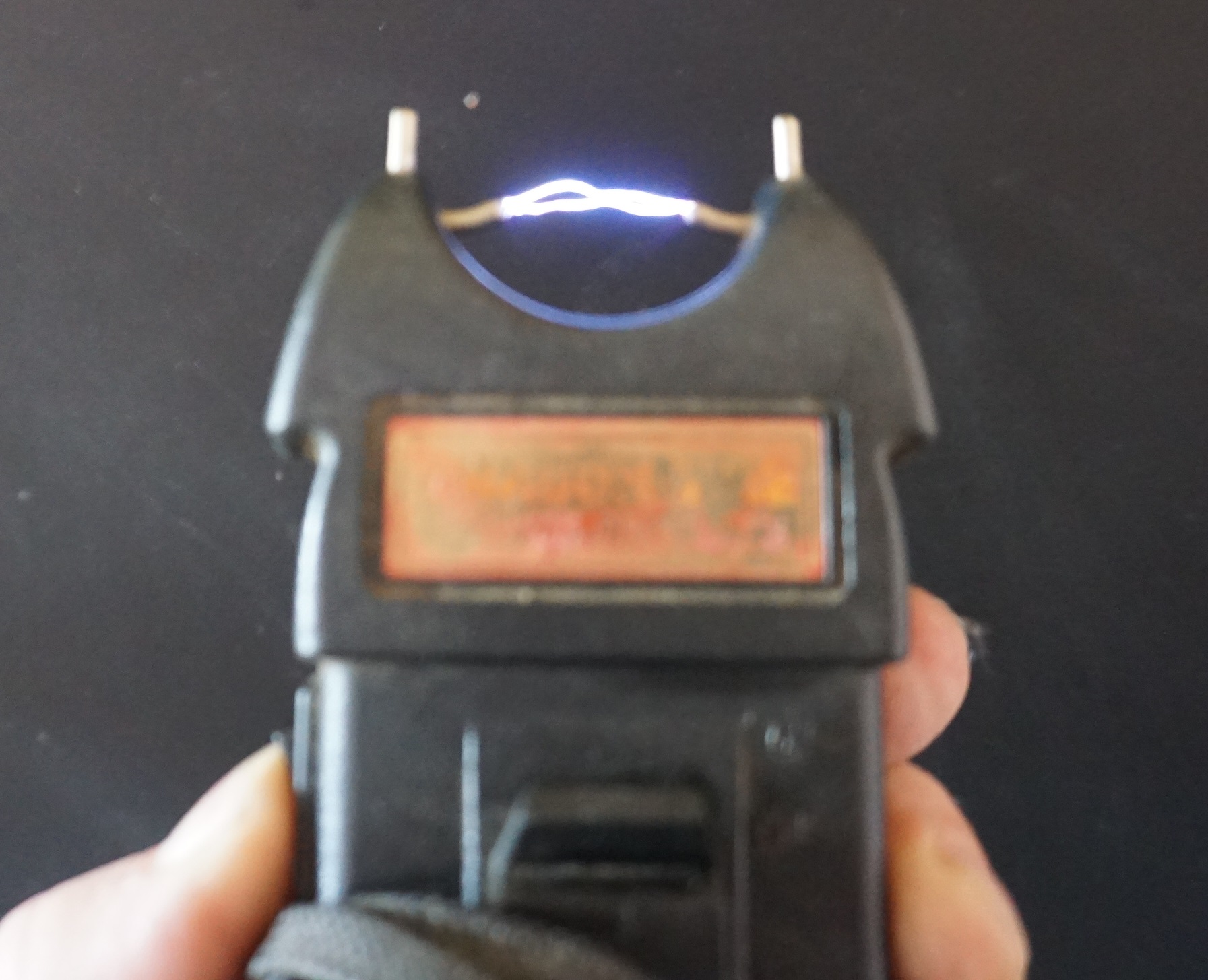
جرقه الکتریکی که توسط یک شوکر یا باتون برقی تولید می‌شود. در ولتاژ ۱۵۰۰۰۰ ولت، جرقه به راحتی می‌تواند در فاصله ای بزرگتر از ۲۵ میلیمتر(۱ اینچ) جهش نماید.

## کاربری‌ها

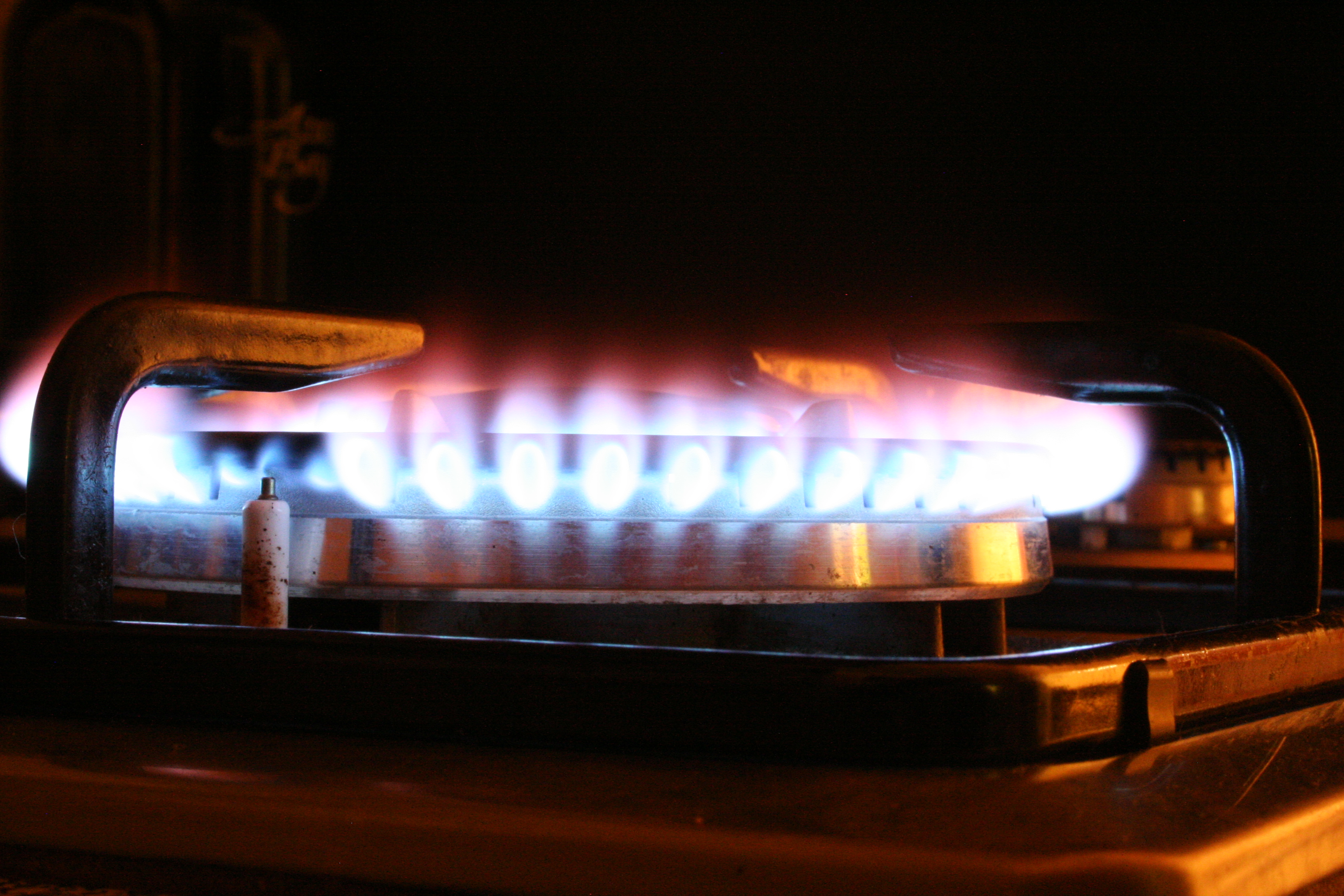
تصویر مشعل اجاق گاز مجهز به فندک جرقه زن برقی - الکترود فندک جرقه برقی در سمت چپ نشان داده شده‌است.

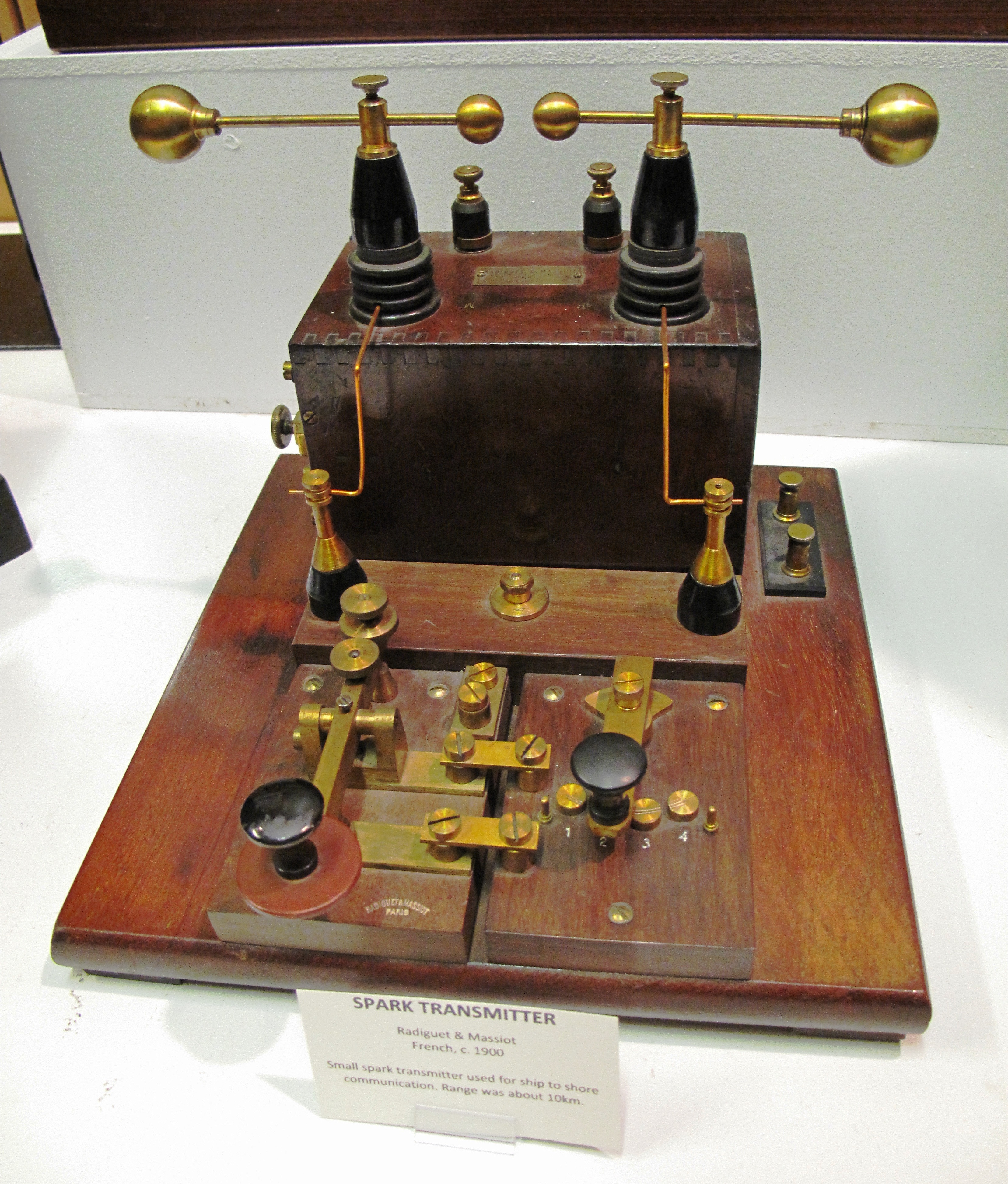
فرستنده جرقه شکاف که برای ارتباط کشتی تا ساحل با برد ۱۰ کیلومتر در طول ۳ دهه اول رادیو از ۱۸۸۷ تا ۱۹۱۷ استفاده شده‌است